# Friedrich von Bernhardi

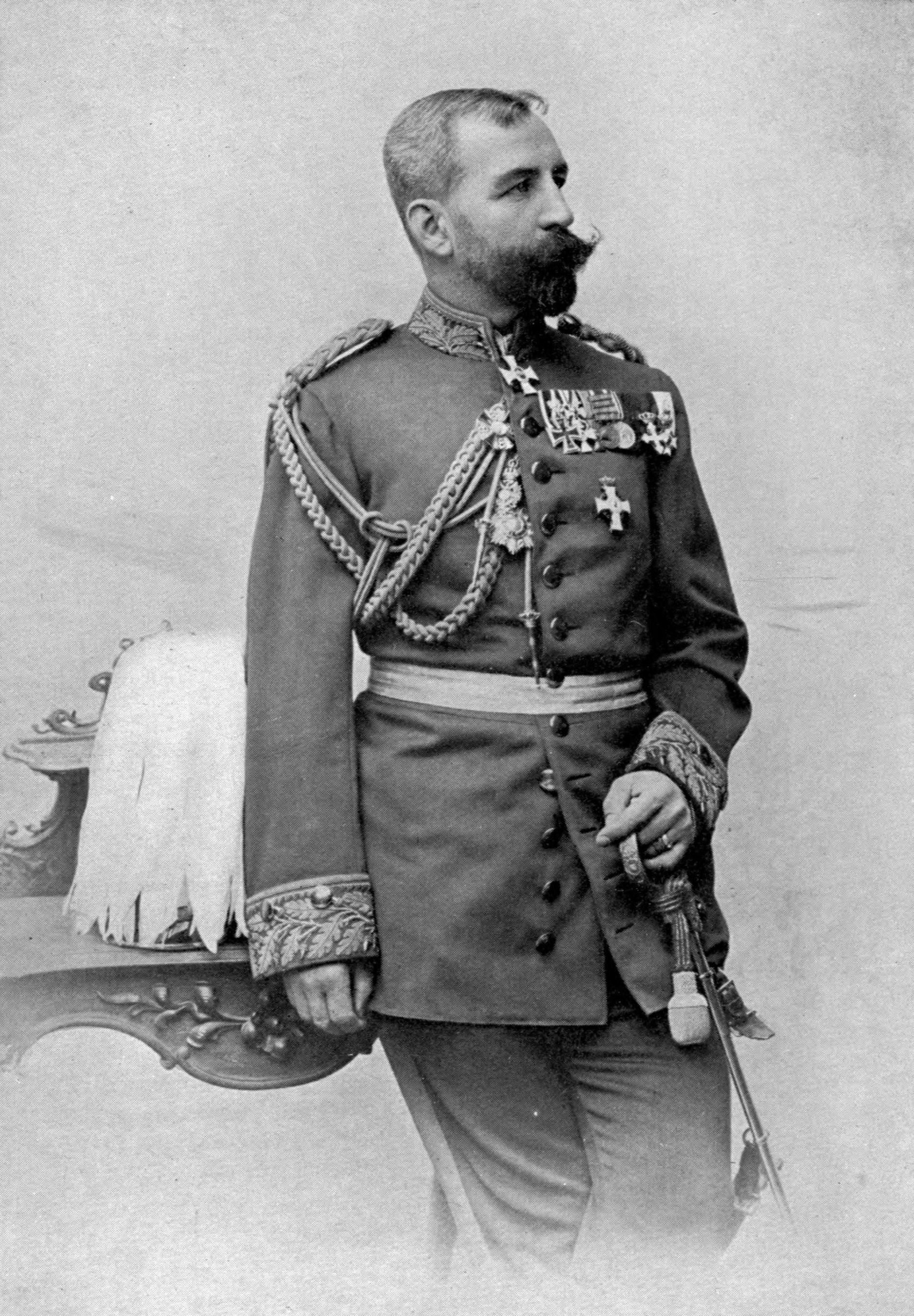
Friedrich von Bernhardi, 1910 oder davor

Friedrich Adam Julius von Bernhardi (* 22. November 1849 in Sankt Petersburg, Russland; † 11. Juli 1930 in Kunnersdorf bei Hirschberg) war ein preußischer General der Kavallerie und einer der bekanntesten deutschen Militärhistoriker, der auch international durch sein Buch Deutschland und der Nächste Krieg am Vorabend des Ersten Weltkriegs auf sich aufmerksam machte.

## Leben

### Herkunft
Bernhardi stammte aus altem estnischem Adel und wurde in Sankt Petersburg geboren, da die Familie erst 1851 wieder nach Deutschland übersiedelte. Sein Vater Theodor von Bernhardi war ein angesehener preußischer Historiker und Diplomat mit guten Beziehungen zu höchsten preußischen Adels- und Militärkreisen, seine Großeltern väterlicherseits waren Sophie Tieck, die Schwester von Ludwig Tieck, und August Ferdinand Bernhardi. Die Mutter war eine Tochter des russischen Admirals Krusenstern. Das Gut der Familie lag in Kunnersdorf in Schlesien.

### Frühe Militärkarriere
Bernhardi wählte die Militärlaufbahn in der Preußischen Armee und wurde Offizier im 2. Hessische Husaren-Regiment Nr. 14 in Kassel. Er diente als Sekondeleutnant im Krieg gegen Frankreich 1870/71, wurde mit dem Eisernen Kreuz II. Klasse ausgezeichnet und hatte die Ehre, an der Spitze der Siegesparade durch den Triumphbogen in Paris zu reiten.
Nach dem Krieg war er von 1875 bis 1878 an der Kriegsakademie, von 1879 bis 1881 in der Topographischen Abteilung des Großen Generalstabs und wurde von 1882 bis 1886 zu topographischen Aufgaben nach Griechenland kommandiert. Nach seiner Rückkehr setzte man Bernhardi als Ersten Generalstabsoffizier bei der 15. Division ein. Vom 21. Februar 1891 bis 13. Mai 1894 fungierte er als Militärattaché in Bern. Dann ernannte man ihn zum Kommandeur des 1. Badischen Leib-Dragoner-Regiment Nr. 20. Von 1898 bis 1901 leitete er die Kriegsgeschichtliche Abteilung im Großen Generalstab und war beteiligt an der Ausarbeitung des Schlieffen-Plans, d. h. an der Planung eines Angriffs auf Frankreich unter bewusster Missachtung der Neutralität Belgiens entlang der vermeintlich schwächsten Stelle durch „sichelförmiges“ Vordringen entlang der Küste und dann nach Süden. Vorbild war dabei für Bernhardi die Schiefe Schlachtordnung Friedrichs des Großen bei Leuthen. Seit 18. April 1901 war er Kommandeur der 31. Kavallerie-Brigade in Straßburg; ab 24. April 1904 kommandierte er die 7. Division in Magdeburg und ab 12. Dezember 1907 das VII. Armee-Korps in Münster. Am 11. August 1909 nahm er seinen Abschied, um schriftstellerisch tätig zu werden und reiste 1911/12 um die Welt (Ägypten, Ostasien, USA).

### Militärliterat vor 1914
Ab 1892 war er wie auch sein Vater Theodor von Bernhardi zuvor in den sogenannten „Strategiestreit“ unter deutschen Militärhistorikern verwickelt, der seinen Ursprung in Thesen von Hans Delbrück über die Einordnung der Strategie Friedrichs des Großen hatte. Delbrück sah daran eine der Zeit verhaftete „Ermattungsstrategie“, während seine Kritiker eine „Niederwerfungsstrategie“ im Vorgriff auf Napoleon sahen. Der Streit wurde damals teilweise sehr polemisch geführt, wobei Friedrich von Bernhardi ein Wortführer gegen Delbrück war, obwohl er im Vergleich zu seinen Vorgängern eine Delbrück angenäherte Position einnahm.
In seinem Buch Vom heutigen Kriege von 1912 (der Titel ist Clausewitz Hauptwerk angelehnt) setzt er sich für strategische Flexibilität und zu herkömmlichen Lehrmeinungen alternativen Denkansätzen ein und kritisiert auch, ohne diesen namentlich zu erwähnen, die Auffassung Alfred von Schlieffens, der zu folgen den Krieg zum bloßen Handwerk degradieren würde. Während Schlieffen einen Umfassungsangriff à la Cannae befürwortete, betonte Bernhardi, dass auch Durchbruchsstrategien je nach den Umständen Erfolgsaussichten böten, wobei er, trotz der hohen Verluste der preußischen Garden, die Schlacht von Gravelotte als Beispiel anführte.
1912 veröffentlichte er sein Buch Deutschland und der nächste Krieg, das 1913 bereits in 6. Auflage erschien und bald nach Erscheinen ins Englische und Französische übersetzt wurde (1914 schon in 9. Auflage im Vereinigten Königreich). Allerdings betrug trotz der vielen Auflagen die Gesamtzahl verkaufter Exemplare insgesamt in Deutschland bis 1914 nur 7000 Exemplare. Das Buch wurde vom Alldeutschen Verband unterstützt. Bernhardi stand beim Schreiben, wie er im Vorwort deutlich macht, unter dem Eindruck der Zweiten Marokkokrise (Panthersprung nach Agadir) von 1911, in der viele eine Demütigung des Kaiserreichs sahen. Die Zukunft Deutschlands sah Bernhardi in den Alternativen Weltmacht oder Niedergang, wie die Überschrift des fünften Kapitels lautet. Für den Weg zur Weltmacht sieht er drei Punkte für erforderlich an: 1. Niederwerfung Frankreichs, 2. Gründung eines mitteleuropäischen Staatenbundes unter deutscher Führung, 3. Gewinnung neuer Kolonien. Um diese Ziele zu erreichen, solle auch ein Krieg in Kauf genommen werden. Wie er in der Einleitung ausführt, stehe dem aber entgegen, dass die Deutschen in jüngster Zeit ein friedliebendes Volk geworden seien, weshalb er im Kapitel Das Recht zum Kriege zunächst die notwendige Rolle des Krieges darlegt und dabei ökonomische und sozialdarwinistische Argumente anführt.
Das Buch und die Tatsache, dass er dem Generalstab angehört hatte (er war 1901 von Schlieffen aus dem Generalstab entlassen worden), dienten im Ersten Weltkrieg den Franzosen und Engländern als Beweis für deutsche Aggressionsabsichten hinter dem Kriegsausbruch, obwohl seine Ansichten nicht einmal im Generalstab mehrheitsfähig waren. Nach Ansicht des Historikers Fritz Fischer, der sich darin aber in Dissens zur damals vorherrschenden historischen Meinung sieht, traf er mit seinem Buch allerdings „mit großer Präzision die Intentionen des offiziellen Deutschland“.

### Rolle im Ersten Weltkrieg und Militärliterat danach
Mit Ausbruch des Ersten Weltkriegs wurde Bernhardi reaktiviert und zum stellvertretenden Kommandierenden General des V. Armee-Korps ernannt. Am 4. September 1915 ernannte man ihn zum Kommandeur der 49. Reserve-Division an der Front in Galizien. Am 4. Juni 1916 wurde er Führer einer nach ihm benannten Armeegruppe im Mittelabschnitt der Ostfront. Als Teil der Heeresgruppe Linsingen war er maßgeblich an der Abwehr der Brussilow-Offensive im Sommer 1916 beteiligt. Für die Stabilisierung der Frontlinie in den Pinsk-Sümpfen, die bis zum Kriegsende hielt, erhielt er am 20. August 1916 den Orden Pour le Mérite. Es folgte am 1. Oktober 1916 die Ernennung zum Kommandierenden General des Generalkommandos z. b. V. 55, das er über das Kriegsende hinaus führen sollte.
Anfang 1918 an die Westfront verlegt, war das Generalkommando 55 während der Frühjahrsoffensive 1918 an der „Georgette-Offensive“ in Flandern beteiligt. Im Zentrum der 6. Armee eingesetzt war das Generalkommando an der Schlacht bei Armentières beteiligt, zusammen mit dem XIX. Armee-Korps unter General von Carlowitz gelang am 10. April der Frontdurchbruch und die Einnahme von Estaires. Am 15. Mai 1918 hatte Bernhardi zudem das Eichenlaub zum Orden Pour le Mérite erhalten. Seine Mobilmachungsbestimmung wurde mit 23. November 1918 aufgehoben und Bernhardi in den Ruhestand versetzt.
Im Ruhestand verfasste von Bernhardi sein Werk Vom Kriege der Zukunft, in dem er die Lehren für einen in Zukunft erfolgreich zu führenden Krieg zu ziehen versuchte. Der Historiker Ulrich Herbert verortet von Bernhardi neben Joachim von Stülpnagel, Kurt Hesse und Max Schwarte unter den vier Militärs bzw. Militärschriftstellern, deren Interpretation des Ersten Weltkrieges maßgeblich für die Grundlegung der politischen und ideologischen Formierung des nationalsozialistischen Deutschland in Richtung Kriegführung wurde. Aus dem Ersten Weltkrieg sollten keine Lehren für einen anzustrebenden Frieden gezogen werden, sondern er sollte „als Lehrmeister des nächsten Krieges fungieren“. Von Bernhardis Beitrag betonte, der nächste Krieg könne im Kern nur als Bewegungskrieg geführt werden. Er war mit entscheidend für die Wegbereitung und Durchsetzung der These vom Primat des Militärischen vor dem Politischen bzw. der Sichtweise vom alle gesellschaftlichen Bereiche durchdringenden Soldatischen als entscheidendes Charakteristikum für eine kriegerisch erfolgreiche Nation.
Bernhardi starb im Dezember 1930 auf seinem Familiensitz bei Kunnersdorf.

## Auszeichnungen
- Roter Adlerorden I. Klasse mit Eichenlaub[9]
- Kronenorden I. Klasse[9]
- Preußisches Dienstauszeichnungskreuz[9]
- Komtur II. Klasse des Ordens vom Zähringer Löwen[9]
- Großkreuz des Albrechts-Ordens[9]
- Lippischer Hausorden I. Klasse[9]
- Ritter des Goldenen Kreuzes des Erlöser-Ordens[9]
- Offizier des Ordens der Heiligen Mauritius und Lazarus[9]
- Komtur des Franz-Joseph-Ordens[9]
- Großoffizier des Ordens der Krone von Rumänien[9]
- Großkreuz des Spanischen Militärverdienstordens[9]
- Mecidiye-Orden III. Klasse[9]
- Eisernes Kreuz (1914) I. Klasse

## Werke
- Videant consules: nequid res publica detrimenti capiat. Verlag von Theodor Kay, Kassel 1890 (anonym veröffentlicht).[10]
- Delbrück, Friedrich der Große und Clausewitz. Streiflichter auf die Lehren des Prof. Dr. Delbrück über Strategie. Leist, Berlin 1892.
- Unsere Kavallerie im nächsten Krieg. Betrachtungen über ihre Verwendung, Organisation und Ausbildung. E.S. Mittler & Sohn, Berlin 1899.
- Deutschland und der nächste Krieg. Cotta, Stuttgart 1912. (6. Auflage 1913 online)
- Vom heutigen Kriege.

Band 1: Grundlagen und Elemente des heutigen Krieges.
Band 2: Kampf und Kriegführung. E.S. Mittler & Sohn, Berlin, 1912.
- Das Heerwesen, In: Philipp Zorn, Herbert von Berger (Schriftleitung): Deutschland unter Kaiser Wilhelm II. Hrsg. von Siegfried Körte, Friedrich Wilhelm von Loebell u. a. 3 Bände. R. Hobbing, Berlin 1914.
- Die Heranbildung zum Kavallerieführer. Skopnik, Berlin-Zehlendorf 1914.
- (Hrsg.): Wie Helden sterben. Erlebnisse an der Ostfront August/September 1915. Von Frau C. L. Hirzel, Leipzig 1917.
- Eine Weltreise 1911–1912 und der Zusammenbruch Deutschlands. Eindrücke und Betrachtungen aus den Jahren 1911–1914 mit einem Nachwort aus dem Jahr 1919. Hirzel, Leipzig 1919.
- Vom Kriege der Zukunft. Nach den Erfahrungen des Weltkrieges. E.S. Mittler & Sohn, Berlin 1920.
- Denkwürdigkeiten aus meinem Leben. Nach gleichzeitigen Aufzeichnungen und im Lichte der Erinnerung. E.S. Mittler & Sohn, Berlin 1927.
- Deutschlands Heldenkampf 1914–1918. J.F. Lehmann, München 1922.